# Medinella flavofemorata
Medinella flavofemorata är en tvåvingeart som beskrevs av Malloch 1938. Medinella flavofemorata ingår i släktet Medinella och familjen parasitflugor. Inga underarter finns listade i Catalogue of Life.